# Adrian Sâmpetrean
Adrian Sâmpetrean (geboren 1983 in Cluj-Napoca) ist ein rumänischer Opernsänger (Bass).

## Leben
Sâmpetrean studierte Gesang an der Musikakademie Gheorghe Dima seiner Heimatstadt, unter anderem bei seinem Vater, dem Bass Mircea Sampetrean, und besuchte Meisterklassen bei Ion Buzea, Mariana Nicolesco und anderen. Er wurde bei mehreren internationalen Gesangswettbewerben ausgezeichnet, unter anderem beim Hariclea Darclée- sowie beim Eugenia Moldoveanu-Gesangswettbewerb. 2006 gab er sein Bühnendebüt als Colline in Puccinis La Bohème an der Opera Națională Română von Cluj-Napoca und übernahm 2007 dort den Raimondo in Donizettis Lucia di Lammermoor.
In der Spielzeit 2007/08 war Sâmpetrean Mitglied des Opernstudios der Bayerischen Staatsoper in München. Es folgten Gastverträge am Teatro Comunale Bologna (für Marschners Der Vampyr), an der Opéra de Monte Carlo (für Tschaikowskys Pique Dame) und an der Deutschen Oper am Rhein, die ihn sogleich in ihr Ensemble verpflichtete. In Düsseldorf und Duisburg sang er erneut Colline und Raimondo sowie den Sparafucile (im Rigoletto), den Oroveso (in Norma) und den Angelotti (in der Tosca). 2011 debütierte der Sänger an der Hamburgischen Staatsoper als Raimondo, wurde daraufhin für zwei Spielzeiten fest verpflichtet und übernahm dort den Alidoro in La Cenerentola, den Ramfis in Aida, den Mönch in Don Carlos und den Don Basilio im Barbiere di Siviglia. Rasch folgten internationale Engagements an bedeutenden Opernhäusern:
- 2011 als Leporello im Don Giovanni bei den Salzburger Festspielen,
- 2012 in derselben Rolle am Bolschoi-Theater in Moskau und als Alidoro an der Opéra National de Paris,
- 2013 als Banco im Macbeth und als Oberto an der Mailänder Scala sowie als Ramfis in der Arena di Verona, als Don Basilio in Teatro Massimo von Palermo und an der Opera Națională București sowie als Leporello und als Ferrando im Trovatore an der Staatsoper Unter den Linden in Berlin.

In der Folge übernahm Sâmpetrean die populäre Rolle des Dulcamara im L’elisir d’amore (in Monte Carlo, Rom und Liège), debütierte als Selim in Il turco in Italia beim Festival d’Aix-en-Provence, sang den Leporello auch in Paris und den Don Alfonso in Lucrezia Borgia in Hamburg. Im Sommer 2015 kehrte er als Ferrando zu den Salzburger Festspielen zurück, 2016 fand sein US-Debüt an der Lyric Opera of Chicago als Raimondo Bidebent statt.

## Aufnahmen
- Les Paladins (Coviello Classics)
- Elīna Garanča – Bel Canto (Deutsche Grammophon)